# Gonarthrus culiciformis
Gonarthrus culiciformis är en tvåvingeart som beskrevs av Hesse 1936. Gonarthrus culiciformis ingår i släktet Gonarthrus och familjen svävflugor.
Artens utbredningsområde är Botswana. Inga underarter finns listade i Catalogue of Life.